# Schwepnitz
Schwepnitz település Németországban, azon belül Szászország tartományban. Lakosainak száma 2462 fő (2023. december 31.). Schwepnitz Bernsdorf és Königsbrück községekkel határos.

## Népesség
A település népességének változása:
| Lakosok száma | 2532 | 2496 | 2453 | 2461 | 2462 |
|               | 2017 | 2019 | 2021 | 2022 | 2023 |